# 東門駅 (黒龍江省)
東門駅（とうもんえき）とは、中華人民共和国黒竜江省ハルビン市香坊区に位置する三棵樹線の駅。

## 歴史
- 1936年　開業。

## 隣の駅
中華人民共和国鉄道部
三棵樹線
ハルビン東駅 - 東門駅 - 新香坊駅
座標: 北緯45度44分27秒 東経126度42分58秒 / 北緯45.740836度 東経126.716172度